# Metroid Fusion
A Metroid Fusion egy akció-kalandjáték amit a Nintendo adott ki a Game Boy Advance kézi konzolra 2002-ben. A játékot a Nintendo Research & Development 1 fejlesztette, akik fejlesztették a játéksorozat előző részét, a Super Metroidot (1994). A játékosok Samus Arant irányítják, aki egy űrállomáson nyomoz, amit elözönlöttek az olyan élőlények, akik meg lettek fertőzve alakváltó parazitákkal, akik X-ként ismertek.
Mint az előző Metroid játékok, a Fusion egy oldalnézetes játék platformugrálással, lövöldözéssel és rejtvény elemekkel, de bemutatkozik a küldetés-alapú haladás, ami átvezeti a játékost a bizonyos területeken. A játékot a GameCube játék Metroid Prime észak-amerikai kiadása után egy nappal jött ki; a két játékot össze lehet kapcsolni a GameCube – Game Boy Advance link cable-el, hogy hozzá lehessen férni a Prime további tartalmaihoz. 
A Fusiont elismerték a kritikusok tömör játékmenetért, az irányításért és a zenéért, de kritizálták a játék hosszát és linearitását szembe a korábbi Metroid játékokkal. Számos díjat nyert, beleértve a „Az Év Kézikonzol Játéka” díjat a Interactive Achievement Awardson, a „Legjobb Game Boy Advance Kalandjáték” díjat az IGN-től és a „Legjobb Game Boy Advance Akciójáték” díjat a GameSpottól. 2011 decemberében a kiválasztott vásárlóknak a „3DS Ambassador Program” részeként újra kiadták a Nintendo 3DS Virtual Console-jában, majd 2014 áprilisában a Wii U Virtual Console-jában lett kiadva. A játék folytatása a Metroid Dread 2021. október 8-án fog kijönni Nintendo Switch-re.

## Fordítás
- Ez a szócikk részben vagy egészben  a   Metroid Fusion című angol Wikipédia-szócikk fordításán alapul.  Az eredeti cikk szerkesztőit annak laptörténete sorolja fel. Ez a jelzés csupán a megfogalmazás eredetét és a szerzői jogokat jelzi, nem szolgál a cikkben szereplő információk forrásmegjelöléseként.